# Saint-Étienne-du-Bois (Vendée)
Saint-Étienne-du-Bois ist eine französische Gemeinde mit 2.251 Einwohnern (Stand: 1. Januar 2022) im Département Vendée im Südwesten der Region Pays de la Loire. Die Gemeinde gehört zum Arrondissement La Roche-sur-Yon und zum Kanton Challans (bis 2015: Kanton Palluau).

## Geographie
Saint-Étienne-du-Bois liegt etwa 42 Kilometer südlich von Nantes. Umgeben wird Saint-Étienne-du-Bois von den Nachbargemeinden Legé im Norden, Les Lucs-sur-Boulogne im Nordosten, Beaufou im Osten, Palluau im Süden, Saint-Paul-Mont-Petit im Südwesten sowie Grand’Landes im Westen und Südwesten. 

## Bevölkerungsentwicklung
| Jahr      | 1962 | 1968 | 1975 | 1982 | 1990 | 1999 | 2006 | 2012 |
| Einwohner | 1679 | 1686 | 1494 | 1478 | 1416 | 1451 | 1640 | 2028 |

## Sehenswürdigkeiten
- Kirche

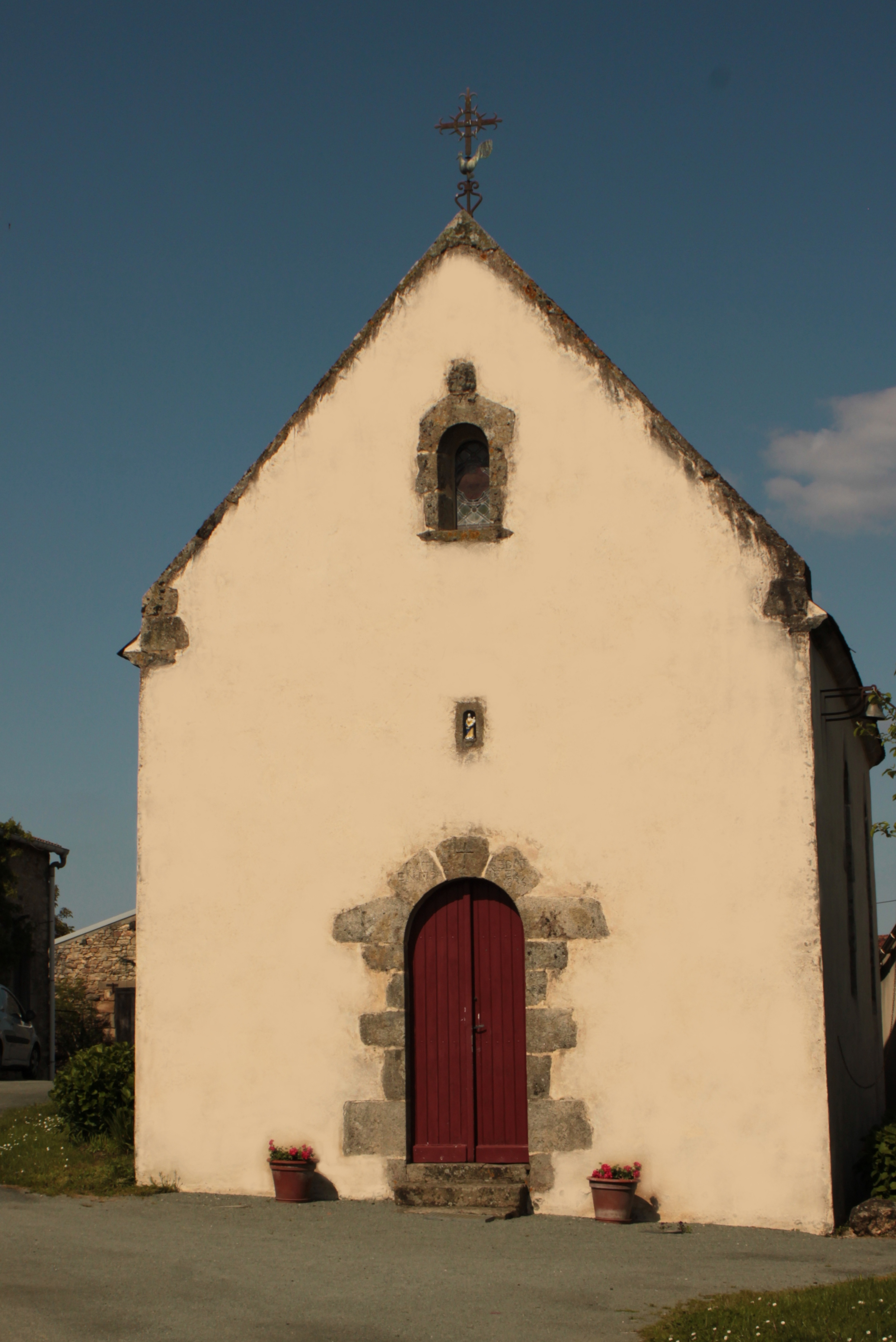
Kapelle von La Tulévrière

- Kapelle von La Tulévrière, Gebäude und Interieur Monument historique
- Waschhaus